# Rue du Lombard (Lille)
Pour les articles homonymes, voir Rue du Lombard et Lombard.
La rue du Lombard est située dans le centre de Lille

## Situation et accès
Elle est située à proximité de la gare de Lille-Flandres. 

## Origine du nom
La rue doit son nom à l'hôtel du Lombard.

## Historique
Elle a été percée lors de l’agrandissement de la ville en 1617.

## Bâtiments remarquables et lieux de mémoire

### Hôtel du Lombard
La rue doit son nom à l'hôtel du Lombard, établi dans un immeuble construit entre 1621 et 1626, aux numéros 2 à 4. Cet établissement est ouvert comme mont-de-piété le 19 septembre 1628 par Wenceslas Cobergher, qui imite une activité présente en Lombardie. Le Lombard est fermé le 21 ventôse an IV (11 mars 1796).
L'hôtel du Lombard appartient aux hospices de Lille lorsqu'il est loué par la préfecture en 1803 : il sert alors de dépôt général des archives du département du Nord. « Au rez-de-chaussée, le corps de logis principal comportait 15 pièces et 2 escaliers ; au 1er étage, 11 pièces ; au 2e étage, 10
pièces. Le grenier mansardé était divisé en 10 pièces. »
« En 1821, l’employé en chef aux archives, Rapy, s’inquiétait de l’installation d’une « pompe à feu », aux usines Scrive, juste en face de la Maison des archives. Ses inquiétudes furent encore plus vives lorsqu’en 1822, la mairie de Lille et le Conseil général décidèrent d’aménager au rez-de-chaussée du Lombard, une école spéciale de chimie appliquée aux arts industriels comprenant un amphithéâtre et un laboratoire, ainsi qu’un logement pour le directeur. Les cours de chimie qui commencèrent à l’été 1824, furent dispensés par Frédéric Kuhlmann. Ils touchaient « un public nombreux, composé principalement de manufacturiers et de négociants distingués, tant de Lille que des communes environnantes, [qui y profitait] des instructions pratiques et théoriques ». ». En effet, depuis 1753, les Écoles académiques de Lille assurent des cours publics aux auditeurs lillois. Ainsi, Frédéric Kuhlmann, professeur aux écoles académiques de Lille et titulaire de la chaire de chimie de 1824 jusqu'à la création de l'École des arts industriels et des mines en 1854, assure « dans l'amphithéatre rue du Lombard » un cours du soir, public et gratuit, de « chimie appliquée aux arts et aux manufactures ». Kuhlmann « commença à donner ses cours devant un auditoire composé de nombreux industriels et de jeunes scientifiques dès juin 1824. Il avait alors 21 ans, son cours fut un succès et l’on compta jusqu’à 300 auditeurs ».
« La cohabitation, archives – laboratoire de chimie, s’avéra très vite difficile. Rapy se plaignit de ce voisinage « qui compromettait grandement la sûreté du dépôt ». En effet, écrit-il, « le logement du professeur de chimie construit dans la cour permet de pénétrer dans les magasins d’archives. (...) Le 2 mai 1841, l’archiviste du Nord, Le Glay, signalait « d’énormes bouffées de sulfure de potasse en dissolution » qui l’ont obligé, lui et son personnel, à fuir. Il s’inquiétait aussi de « l’altération que les émanations diverses du laboratoire de chimie peuvent faire éprouver à nos papiers et parchemins ». »,. La décision de déménager les archives départementales de l'hôtel du Lombard est prise en 1839 ; leur transfert à l'hôtel des archives, construit rue du Pont-Neuf, est achevé en 1844.
Outre les cours de chimie établis dans l'amphithéâtre de l'hôtel du Lombard depuis 1824, une école primaire supérieure y est ouverte en 1838, suppléant aux cours de physique, chimie, dessin, géométrie et mécanique des écoles académiques de Lille établies rue des Arts. « On demande pour l'industrie des connaissances maintenant plus étendues, sans pour autant infliger aux jeunes des études trop longues. L'école primaire supérieure de Lille donne un bon exemple d'une pédagogie adaptée à des fins typiquement pragmatiques : vers 1860, l'EPS accueille l'élite des quelque 3 000 élèves sortis des écoles primaires de l'agglomération pour en faire de bons commerçants, d'habiles comptables, d'efficaces contremaîtres ». Alfred Thiriez « y entre vers l'âge de douze ans : tout en complétant sa formation par des cours de dessin et de géométrie assurés le soir par les écoles académiques, il suit pendant trois ans l'enseignement de l'EPS lilloise, qu'il quitte en 1848. (...) en 1853, il fonde sa propre filature de coton », qui deviendra ultérieurement la grande entreprise textile française, Thiriez & Cartier-Bresson. À partir de 1854, des élèves de l'EPS poursuivent leurs études à l'école industrielle colocalisée dans l'hôtel du Lombard et qui se transforme progressivement en une formation d'ingénieurs lillois. L'« amphithéâtre de l'école industrielle » est aussi utilisé pour d'autres cours du soir, notamment à partir de 1858 pour le cours municipal de chauffeurs mécaniciens, soutenu financièrement par la Société des sciences de Lille.
Le musée industriel de Lille est créé dans l'hôtel du Lombard à l'initiative du Dr Auguste-Napoléon Gosselet, approuvé lors de la séance du 16 septembre 1853 de la Société des sciences de Lille. Inauguré le 3 août 1856, il comprend des collections technologiques et une bibliothèque. Transféré à la halle aux Sucres, il revient rue du Lombard et fusionne avec le musée commercial en 1893.

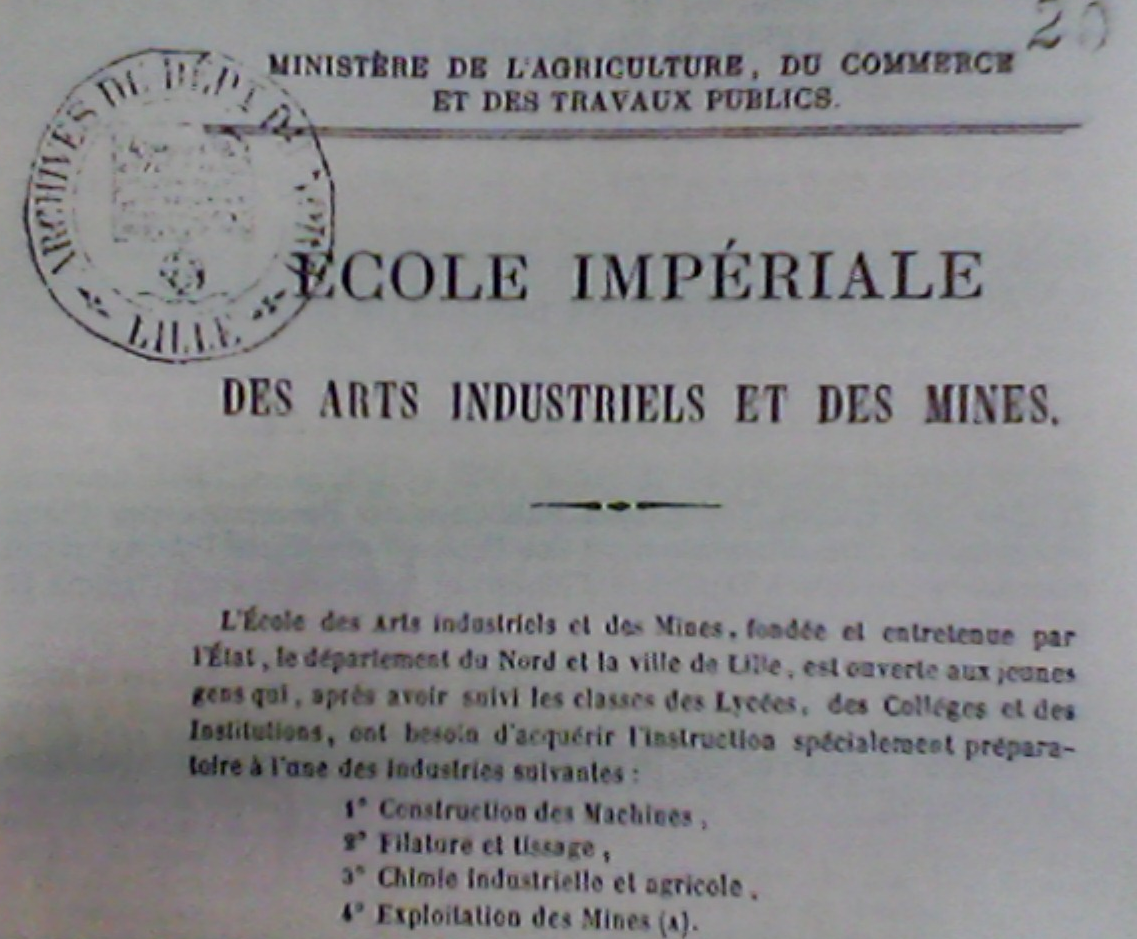
École impériale des arts industriels et des mines (École centrale de Lille)

Le 23 septembre 1853, Napoléon III visite la chambre de commerce de Lille à la Vieille Bourse et autorise l'établissement d'une école supérieure industrielle. Elle est inaugurée le 1er octobre 1854 dans l'hôtel du Lombard. Pendant les premières années de son existence, l'École est aussi dénommée « École industrielle de Lille » ou « École professionnelle de Lille » ; elle recrute essentiellement des élèves issus de l'école primaire supérieure localisée dans le même bâtiment, mais l'équilibre de son budget de fonctionnement est précaire. En 1860, une réforme du programme d'enseignement à l'école des arts industriels et des mines conduit son directeur à « adresse(r) notre enseignement, non aux contre-maîtres qui l'avaient dédaignée mais aux fils des industriels déjà en majorité ». « À la suite d'un rapport de son directeur au préfet, d'une pétition signée de plus de deux cents industriels du département, de vœux favorables de tous les conseils d'arrondissement, le conseil général du Nord dans sa session de 1860 décida de modifier les programmes de façon à donner aux élèves après des études classiques ordinaires une instruction spécialement préparatoire aux industries exercées dans le Nord de la France ». Le recrutement s'effectue alors majoritairement à l'issue du lycée classique et l'École délivre un diplôme d'ingénieur industriel. Le financement de l'École est pris en charge par les autorités régionales et par les frais de scolarité : les locaux et le mobilier de la rue du Lombard appartiennent à la municipalité de Lille qui accorde une subvention de fonctionnement, le conseil général du Nord accorde des bourses à des élèves et contribue aux dépenses de fonctionnement et d'investissement. L'État assure quelques subventions irrégulières, notamment en 1857, et offre des bourses à des élèves. L'école des arts industriels et des mines établie en 1854 pour la formation des ingénieurs lillois est renommée Institut industriel du Nord (IDN) en 1872. L'IDN déménage rue Jeanne-d'Arc en 1875 et est devenu l'École centrale de Lille.
Les locaux rue du Lombard sont réaménagés entre 1885 et 1888 : toute la surface est utilisée par ce qui devient en 1893 le musée industriel, agricole, commercial et colonial de Lille,. Les cinquante mille objets de la collection du musée industriel sont des machines, moteurs, appareils et outils qui témoignent des mutations industrielles entre 1853 et 1968. Les collections scientifiques et technologiques comprennent le fonds ancien de machines et outils de laboratoire de l'Institut industriel du Nord. Des instruments de physique, chimie, photographie et textiles figurent aussi parmi les collections. Les collections du musée industriel et commercial ont été déplacées au Muséum d'histoire naturelle de Lille en 1990.
L'hôtel du Lombard est réaménagé en 29 appartements en 2013,.

### Hôtel Scrive
Du côté opposé, 1 rue du Lombard, se trouve un hôtel particulier inscrit aux Monuments historiques. L'hôtel date essentiellement du XIXe siècle avec des parties plus anciennes (XVIIe et XVIIIe siècles), et certains aménagements intérieurs datent de la Belle Époque.
« C’est le premier hôtel dit Libert de Quartes (1710-1720). Marie-Michelle Libert de Quartes épouse Charles Bidé de la Grandville. L’acquisition de parcelles voisines continuée par son fils aîné Julien-François assure le foncier pour la construction en 1773 d’un nouvel hôtel destiné à loger une famille nombreuse. (…) Les héritiers de la Grandville vendent cet important ensemble aux frères Désiré et Antoine Scrive en 1821. Ces fabricants de cardes (utilisées pour le peignage du lin) vont occuper l’hôtel et y installer leur manufacture. (…) À la mort d’Antoine Scrive en 1864, la société Scrive est liquidée. (…) L’hôtel est divisé en appartements desservis par de grands halls d’entrée. »
Une plaque murale commémore le rôle d'Antoine Scrive, ré-importateur en France en 1821 du procédé de la machine à carder de Philippe de Girard et développé en Angleterre, essentiel vis-à-vis de la mécanisation de l'industrie textile lilloise et de la filature du lin au début du XIXe siècle.
Depuis 1976, l'hôtel Scrive est le siège de la direction régionale des Affaires culturelles du Nord-Pas-de-Calais.

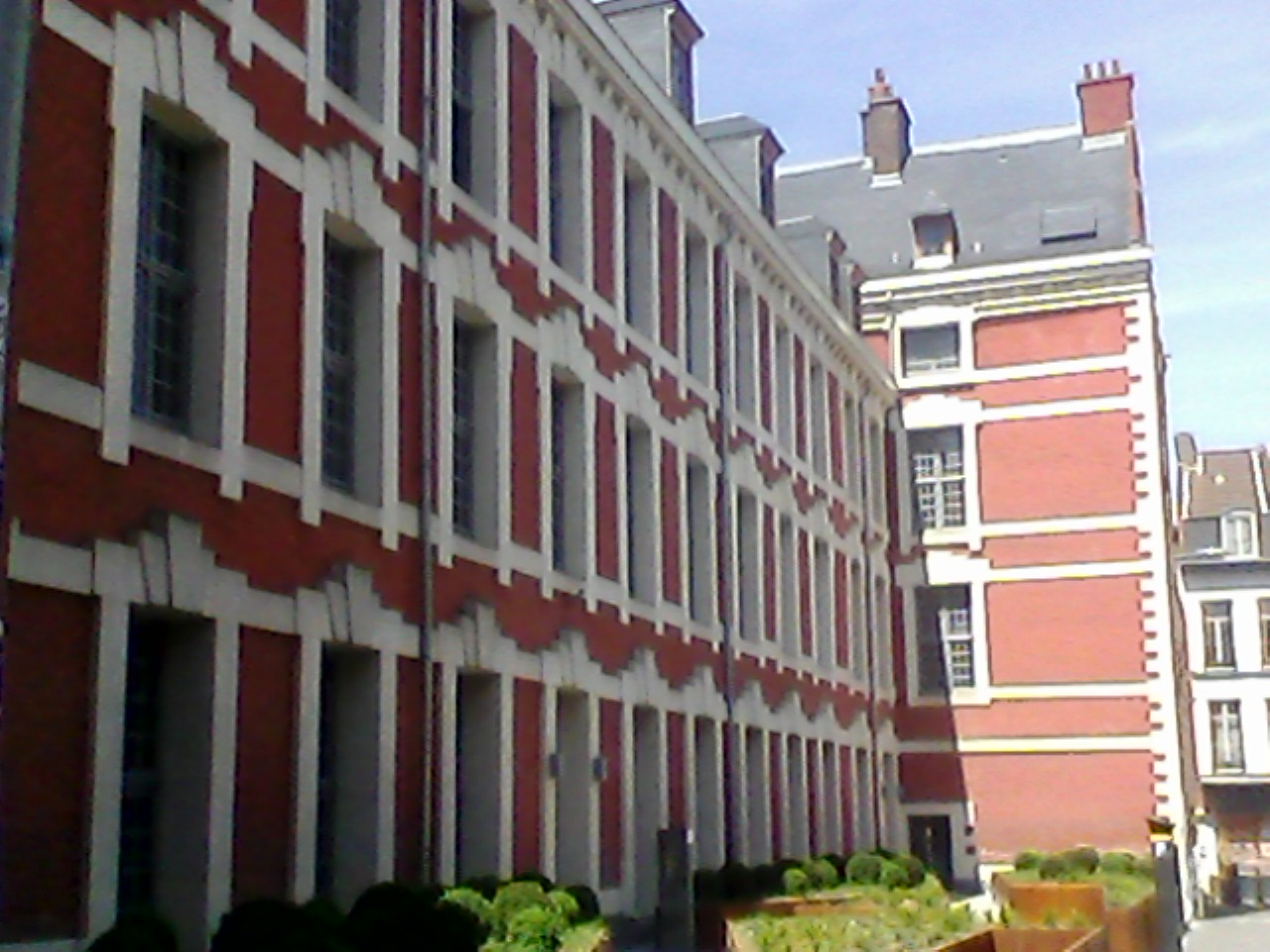
Hôtel du Lombard, vu du 4 rue du Lombard
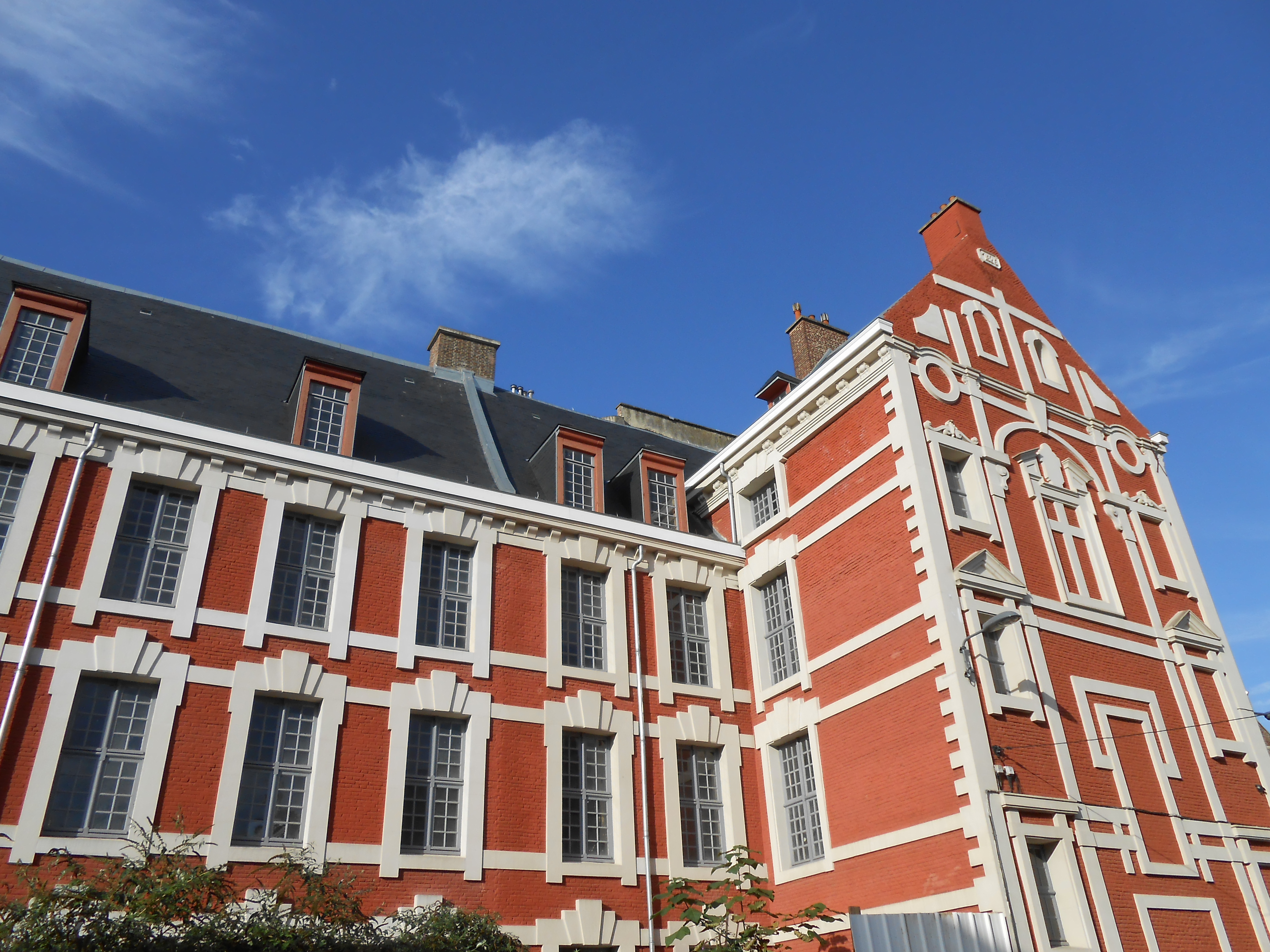
Hôtel du Lombard, 2 et 4 rue du Lombard
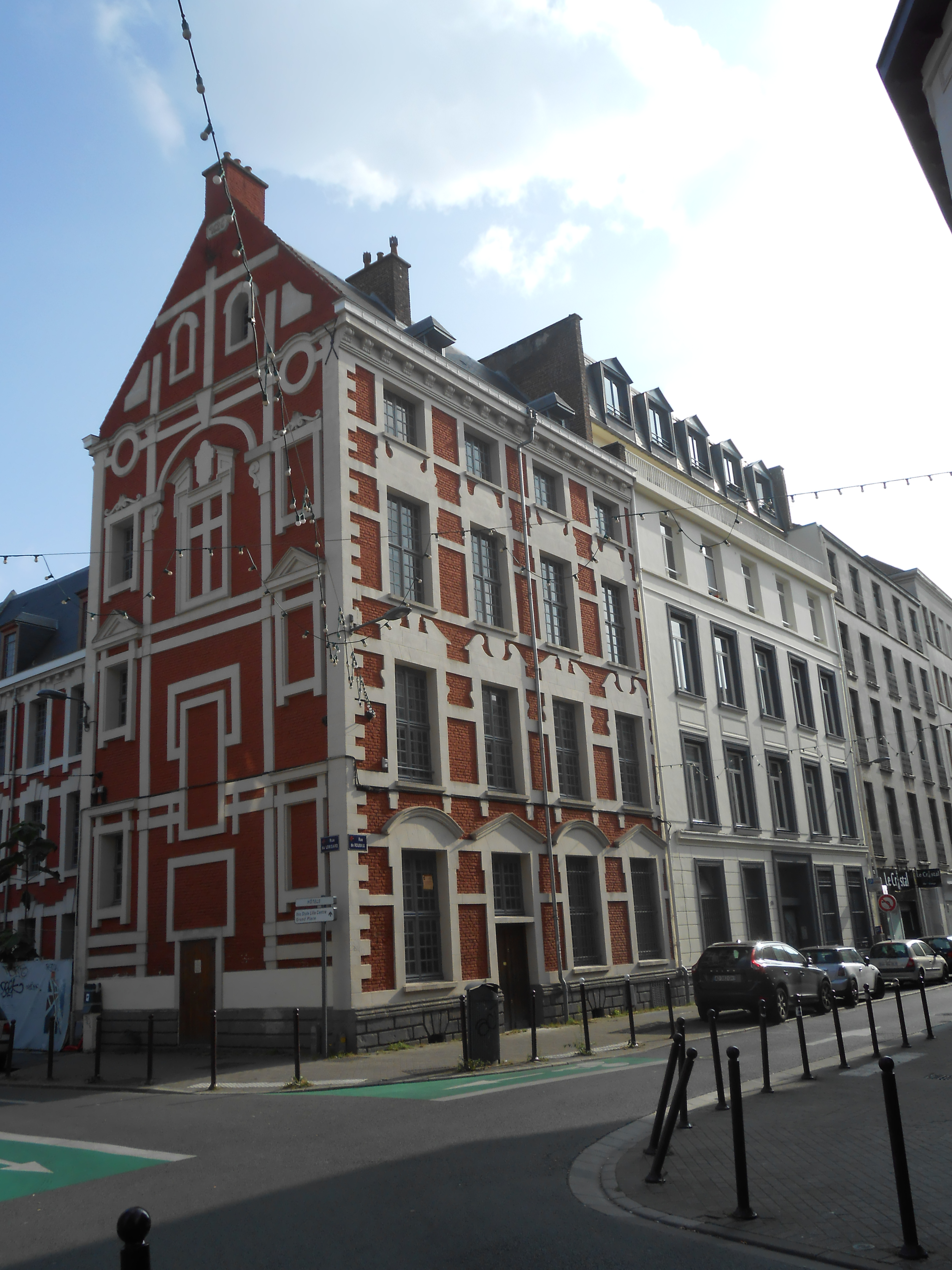
Angle en perspective de la rue de Roubaix
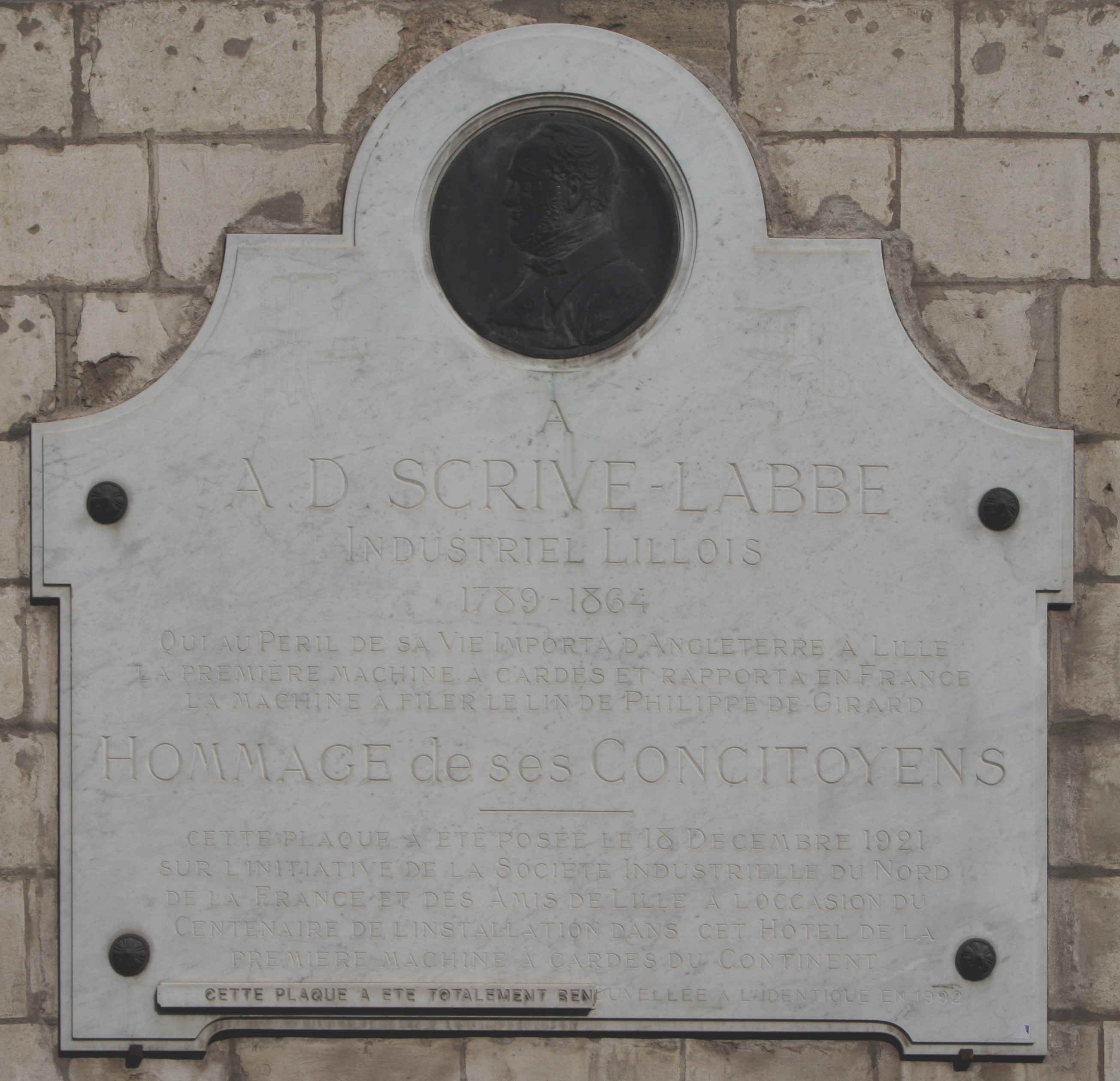
Scrive-Labbé
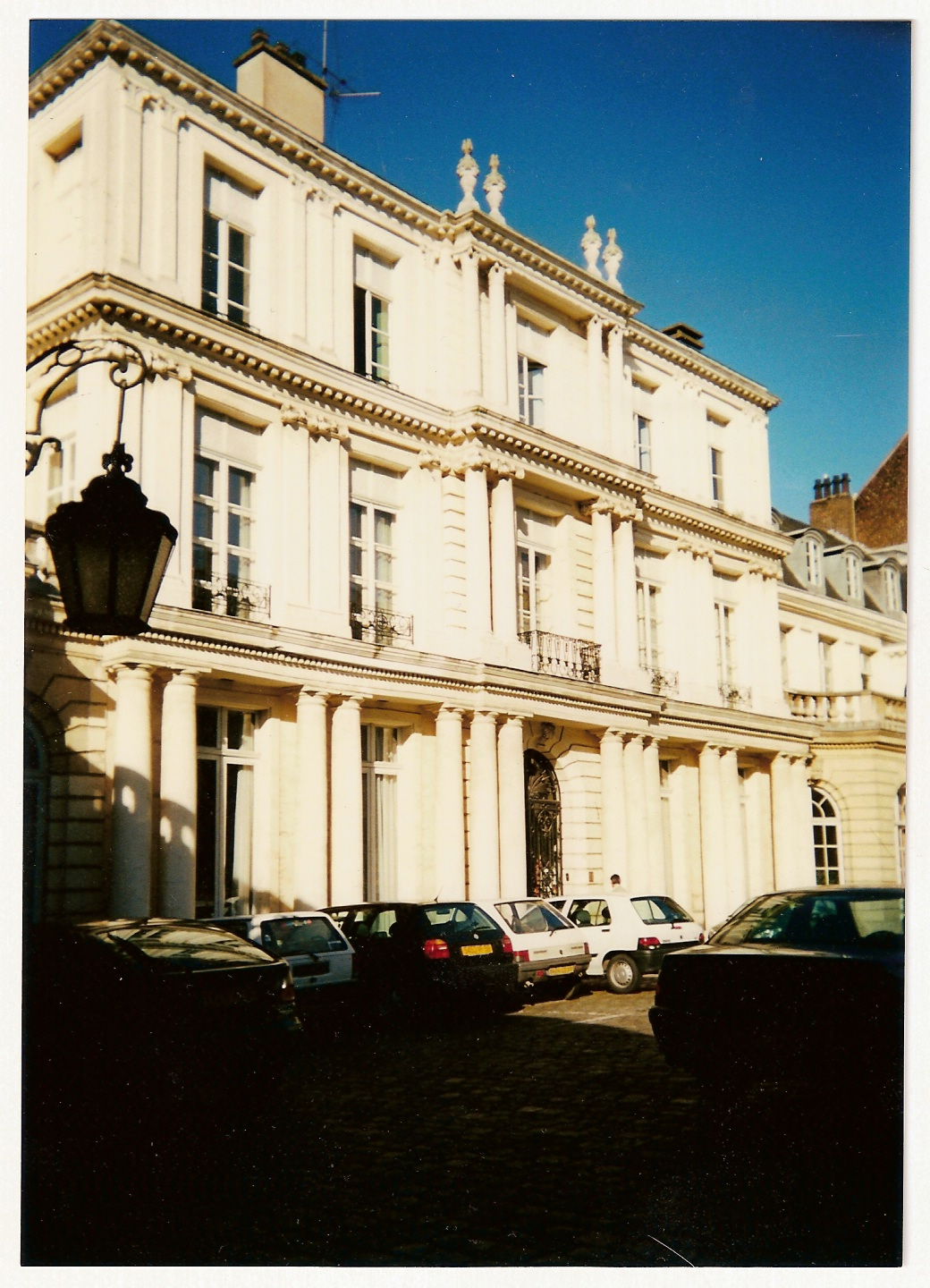
Hôtel Scrive (l'aile du Logis)
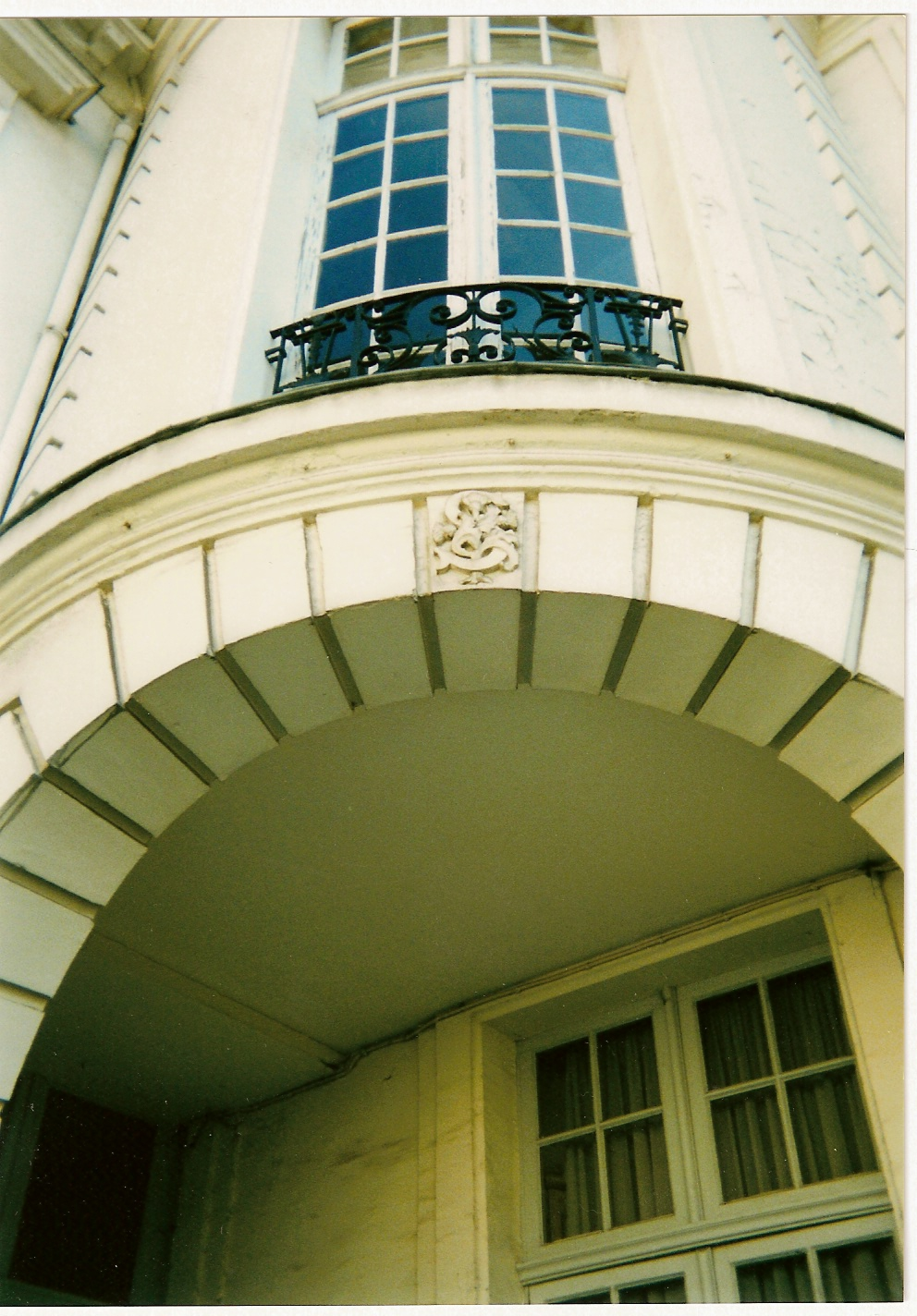
Hôtel Scrive (la tourelle)
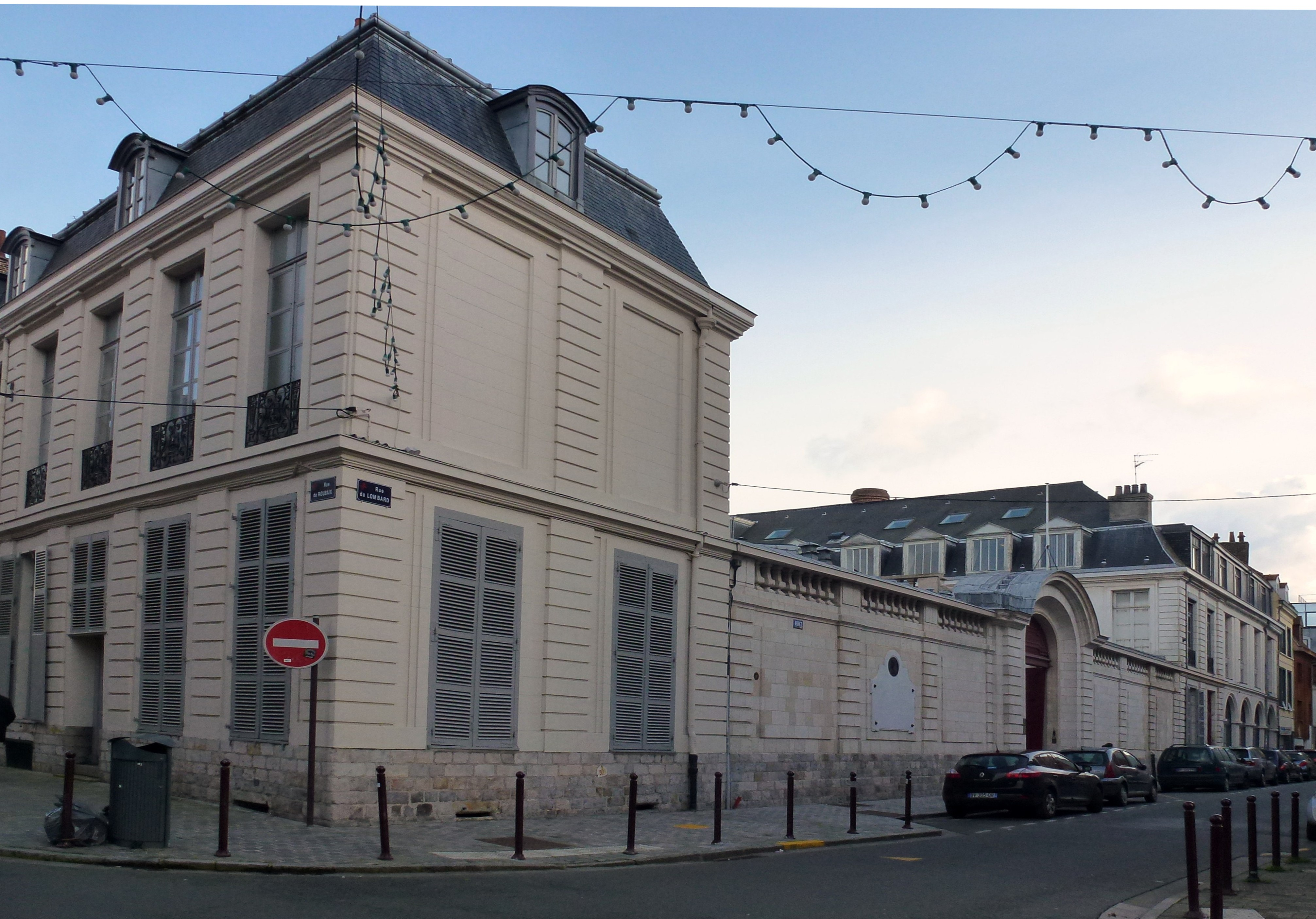
Hôtel Scrive (façade)
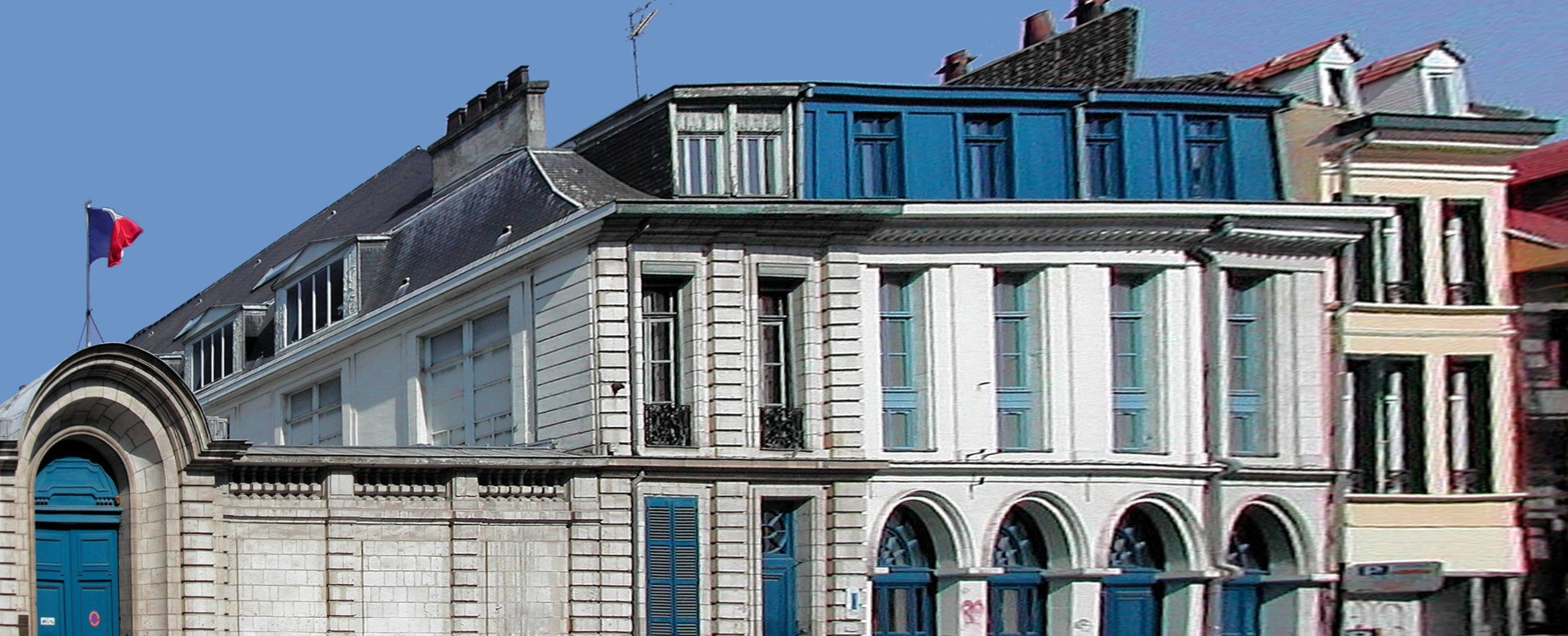
Hôtel Scrive (façade)